# Legea lui Vaucouleurs
În astrofizică, legea lui Vaucouleurs descrie profilul strălucirii de suprafață a unei galaxii eliptice în funcție de distanța {\displaystyle r} la centrul său. Această lege fenomenologică a fost formulată, pentru prima dată, în 1948, de către astrofizicianul franco-american Gérard de Vaucouleurs. Ea este adesea denumită legea {\displaystyle R^{1/4}}.
Definind raza efectivă {\displaystyle R_{\rm {eff}}}, 
se poate scrie relația:
{\displaystyle \log _{10}\left({\frac {I(r)}{I_{\rm {eff}}}}\right)=-3,3307\left[\left({\frac {r}{R_{\rm {eff}}}}\right)^{1/4}-1\right]},
unde {\displaystyle I_{\rm {eff}}} este strălucirea de suprafață la {\displaystyle r=R_{\rm {eff}}}.